# Triodontus nigritus
Triodontus nigritus är en skalbaggsart som beskrevs av Brancsik 1892. Triodontus nigritus ingår i släktet Triodontus och familjen Orphnidae. Inga underarter finns listade i Catalogue of Life.